# Спортінг (Боа-Вішта)
Спортінг Клубе ді Боа Вішта або просто Спортінг (Боа Вішта) (порт. Sporting Clube da Boa Vista) — професіональний кабо-вердський футбольний клуб із міста Саль-Реї, на острові Боа-Вішта.

## Історія
Футбольний клуб «Спортінг (Боа Вішта)» було засновано 26 вересня 1956 року на острові Боа Вішта в Кабо-Верде. Повторно клуб було перезасновано в 1990-х роках та отримав свою назву на честь легендарного лісабонського Спортінгу. В чемпіонаті острову вони перемогли вперше та в останнє в сезоні 2010 року. Крім футбольної секції, в клубі функціонує ще й легкоатлетична.

## Досягнення
- Чемпіонат острова Боа Вішта: 1 перемога

2009/10

## Історія виступів у лігах та кубках

### Національний чемпіонат
| Сезон | Див. | Міс. | Іг. | В | Н | П | ЗМ | ПМ | РМ | О | Кубок | Примітки     | Плей-оф         |
| ----- | ---- | ---- | --- | - | - | - | -- | -- | -- | - | ----- | ------------ | --------------- |
| 2010  | 1B   | 4    | 5   | 1 | 2 | 2 | 4  | 8  | -4 | 5 |       | Не пробилися | Не брали участі |

### Острівний чемпіонат
| Сезон   | Див. | Міс. | Іг. | В | Н | П | ЗМ | ПМ | РМ  | О  | Кубок | Суперкубок | Примітки                          |
| ------- | ---- | ---- | --- | - | - | - | -- | -- | --- | -- | ----- | ---------- | --------------------------------- |
| 2007-08 | 2    | 3    | 12  | - | - | - | -  | -  | -   | -  |       |            |                                   |
| 2009-10 | 2    | 1    | 12  | - | - | - | -  | -  | -   | -  |       |            | Вихід до національного Чемпіонату |
| 2013-14 | 2    | 6    | 14  | 5 | 0 | 9 | 20 | 30 | -10 | 15 |       |            | Вихід до національного Чемпіонату |
| 2014-15 | 2    | 5    | 14  | 4 | 3 | 7 | 16 | 16 | 0   | 15 |       |            |                                   |